# Огре округ
Огре округ (лет. Ogres rajons, рус. Огрский район) је округ у републици Летонији, у њеном средишњем делу. Управно средиште округа је истоимени Огре. Округ припада историјској покрајини Видземе.

Огре округ је унутаркопнени округ у Летонији. Округ се граничи са више округа. На истоку се округ граничи са округом Мадона, на југу са округом Ајзкраукле, на југозападу са округом Бауска, на западу са округом Рига и на северу са округом Цесис.

## Градови
- Огре
- Лијелварде